# 王匡 (河内太守)
王 匡（おう きょう、生没年不詳）は、中国後漢時代末期の武将。字は公節。兗州泰山郡の人。

## 正史の事跡
若い頃から財貨を軽んじて施しを好み、任侠をもって知られた。また、蔡邕と親交があったという。はじめは何進に大将軍府掾として仕え、徐州に赴任して軍需物資の補給などの後方担当役を勤めていた。中平6年（189年）、何進が宦官によって殺害されたため、職を辞して郷里に戻り平民となった。しかしまもなく、河内太守に就任した。
『三国志』常林伝によれば、王匡は河内郡に属する県の官民の罪過を探り、疑わしい者を逮捕して取り調べ、罪過があれば金や穀物を要求し、すぐに金や穀物を出さない者は一族ごと処刑し、威厳を高めた。

### 董卓討伐と最期

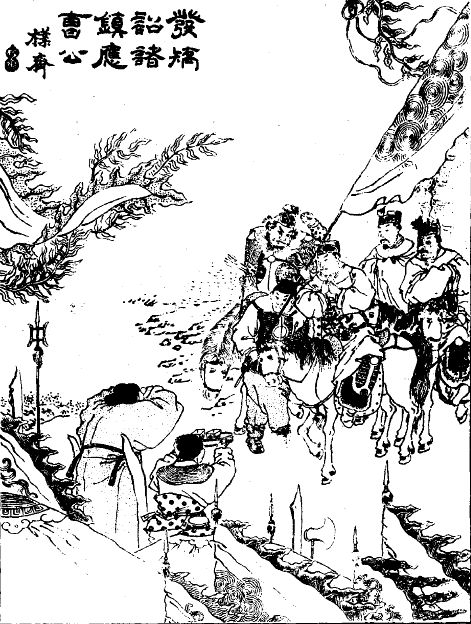
董卓討伐軍に参集する諸侯連合（三国志演義）

初平元年（190年）、諸侯連合による董卓討伐軍が起こされる。王匡もこれに参加し、軍を河陽津に駐屯させ、董卓軍を攻撃しようと図った。しかし、董卓軍の巧みな挟撃を受け王匡軍は大敗し、ほぼ全滅の損害を被った。泰山へ逃げ帰った王匡は再び軍を集め、陳留の張邈と合流しようと図った。
その頃、董卓から和睦の使者として、王匡の娘婿にあたる執金吾の胡毋班が河内にやって来た。しかし王匡は、諸侯連合の指導者である袁紹の命を受けて、これをやむなく殺害した。このため後に、曹操と手を結んだ胡毋班の遺族によって王匡は殺害されてしまった。ただし、その正確な時期は不明である。なお、董卓存命時に張楊が河内太守に任命されたとあるため、仮に太守在任中に王匡が殺されたとすれば、遅くとも初平3年（192年）までとなる。
王匡には、後に曹操配下として文武に亘り活躍する韓浩が従事として仕えており、董卓討伐戦以降、勇名を高めた。

## 三国志演義
小説『三国志演義』でも、董卓討伐の諸侯連合に河内太守第5鎮として加わっている。虎牢関の戦いで先鋒を務めるが、配下の武将方悦を呂布に一瞬で討ち取られ、慌てて逃走している。その後は登場しない。

## 配下
- 韓浩

『三国志演義』でのみの配下
- 方悦